# Aseraggodes smithi
Aseraggodes smithi es una especie de pez de la familia Soleidae en el orden de los Pleuronectiformes.

## Distribución geográfica
Se encuentran en las  costas del Océano Pacífico.